# Cabaret (musical)
Cabaret è un musical tratto da un romanzo di Christopher Isherwood con musiche di John Kander, parole di Fred Ebb e libretto di Joe Masteroff. La produzione di Broadway del 1966 ebbe un grande successo ed ispirò l'omonimo film del 1972 e numerose altre produzioni successive.
Il musical è tratto dal dramma di John Van Druten I'm a Camera, adattamento teatrale del romanzo del 1939 di Christopher Isherwood Goodbye to Berlin. Ambientato nella Berlino del 1931, mentre il nazismo si diffondeva e si rafforzava, il musical narra le vicende legate al Kit Kat Klub e all'amore della diciannovenne cabarettista inglese Sally Bowles con lo statunitense Cliff Bradshaw.
Altri risvolti della trama narrano della complicata storia d'amore dell'anziana affittuaria Fräulein Schneider e del suo vecchio spasimante ebreo Herr Schultz, un fruttivendolo. A sorvegliare su tutto, come un personaggio brechtiano, c'è il Maestro delle Cerimonie del Kit Kat Klub, metafora della crescente minaccia del Terzo Reich.

## Trama

### Atto I
Berlino, 1931. Il Kit Kat Klub è un locale squallido e decadente, un rifugio dalla crescente potenza nazista. Il Maestro delle Cerimonie (noto anche come l'Emcee), insieme con le ballerine e i ballerini del club, danno inizio allo show, invitando il pubblico ad entrare lasciando i propri problemi al di fuori del locale ("Willkommen"). In una stazione ferroviaria, Clifford Bradshaw, un giovane scrittore statunitense, scende dal suo treno che lo ha portato a Berlino, dove è giunto in cerca di un'ispirazione per il suo nuovo romanzo. Alla stazione incontra il tedesco Ernst Ludwig, che consiglia a Cliff un posto dove trovare una stanza da affittare. L'affittuaria, Fräulein Schneider, chiede cento marchi al mese, ma Cliff può pagarne solo cinquanta; dopo una breve discussione, la Schneider accetta l'offerta del ragazzo, dicendo che negli anni ha imparato ad accettare quel poco che la vita offre ("So What?").
Mentre Cliff visita il Kit Kat Klub, l'Emcee presenta una ragazza inglese, Sally Bowles, che si esibisce ("Don't Tell Mama"). Dopo lo spettacolo, Sally chiede a Cliff di recitarle una poesia, e il ragazzo le ripete "Casey at the Bat". Cliff invita la ragazza a venire a casa sua, ma Sally rifiuta, dicendo che il suo fidanzato, Max, il proprietario del Kit Kat Klub, è molto geloso. Sally insieme alle altre ballerine riprendono il loro numero ("Mein Herr"). Intanto il pubblico è invitato a chiamare qualcun altro con il telefono presente a ogni tavolo per invitarlo a bere o a ballare. ("The Telephone Song").
L'indomani, dopo che Cliff ha appena terminato la lezione di inglese di Ernst, Sally arriva in casa della Schneider. Max l'ha appena licenziata e lasciata, così Sally, sola e senza un soldo, chiede a Cliff di poter stare in camera con lui. Inizialmente il ragazzo è riluttante, ma poi Sally riesce a convincere lui e Fräulein Schneider ad accoglierla ("Perfectly Marvelous"). Il Maestro delle Cerimonie canta, insieme con due ragazze, una canzone con cui commenta la situazione di Cliff e Sally (“Two Ladies”). Herr Schultz, un fruttivendolo ebreo, regala a Fräulein Schneider un ananas ("It Couldn't Please Me More"). Al Kit Kat Klub, un giovane cameriere comincia a cantare una canzone a sfondo patriottico, a cui si aggrega tutto il locale, che diventa lentamente un oscuro inno al nazismo ("Tomorrow Belongs to Me").
Alcuni mesi dopo, Sally e Cliff vivono ancora insieme e sono innamorati. Cliff sa che la situazione in cui vive non può durare, ma spera che resti tale il più a lungo possibile ("Why Should I Wake Up?"). Sally è incinta ma, non sapendo chi è il padre, riluttante, decide di abortire. Cliff, pensando che il bambino possa essere suo, la convince a non farlo. Ernst entra nella stanza di Cliff e gli offre un lavoro: portare una valigia a Parigi da un suo “collaboratore”. Cliff, bisognoso di soldi, accetta; il Maestro delle Cerimonie commenta la scena (“Money”).
Fräulein Schneider, intanto, ha visto una delle ragazze a cui affitta una stanza, Fräulein Kost, portarsi un marinaio in camera. Fräulein Schneider prova a fermarla, ma desiste quando la ragazza minaccia di andarsene e le rinfaccia di averla vista da sola con Herr Schultz. Per salvarle la reputazione, Schultz dice che lui e la Schneider erano insieme perché si sarebbero sposati entro tre settimane; l'affittuaria lo ringrazia per la bugia, ma l'uomo dice di essere serio e che vuole veramente sposarla ("Married").
Durante la festa di fidanzamento di Fräulein Schneider e Herr Schultz, Cliff torna da Parigi. La Kost, per vendicarsi, dice ad Ernst che Schultz è un ebreo; Ernst, fervente nazista, avverte la Schneider che sposare un ebreo potrebbe essere pericoloso, ma la donna lo ignora; la Kost ed Ernst cominciano allora a cantare un inno nazista, accompagnati dagli altri invitati, con grande sgomento di Fräulein Schneider, Herr Schultz, Cliff, Sally e del Maestro delle Cerimonie (“Tomorrow Belongs to Me (Reprise)”).

### Atto II
Le ragazze del cabaret ed il Maestro delle Cerimonie vestito da donna cantano una canzone contro il nazismo. Fräulein Schneider esprime i propri dubbi circa il matrimonio con Schultz, ma l'uomo la rassicura (“Married (Reprise)”). I due sono interrotti da un rumore di vetri rotti: le vetrine del negozio di Schultz sono state rotte tutte. La donna è preoccupata, ma Schultz la rassicura, dicendo che sicuramente quella era opera di alcuni ragazzini.
Al Kit Kat Klub, il Maestro di Cerimonie canta una canzone insieme ad una ragazza-gorilla, in cui predica l'amore libero e si lancia apertamente contro il nazismo, in difesa degli ebrei ("If You Could See Her"). Fräulein Schneider, intanto, entra nella camera da letto di Sally e Cliff e annuncia che il matrimonio è stato annullato; sentendo lamentare i due giovani, la donna afferma di non sapere che altro fare ("What Would You Do?").
Cliff propone a Sally di andare negli Stati Uniti con lui per crescere il bambino insieme, ma Sally rifiuta, essendosi innamorata di Berlino. Cliff la esorta a svegliarsi e a rendersi contro di quanto la situazione stia diventando complicata a causa dei nazisti, ma Sally ribatte dicendo che la politica non li riguarda. Poi la ragazza, infuriata, lascia l'appartamento e torna al cabaret. Cliff incontra Ernst che gli chiede cosa pensa degli ebrei che aveva incontrato alla festa; sentendo criticare i propri amici, Cliff si arrabbia e tenta di colpire Ernst, con l'unico risultato di esser brutalmente picchiato dal vecchio amico e da altri nazisti. Intanto al Kit Kat Klub ("I Don't Care Much"), il Maestro delle cerimonie presenta Sally, che canta una canzone in cui dice che la vita è come un cabaret (“Cabaret”).
Il mattino seguente, Cliff va a trovare Herr Schultz nella nuova pensione in cui alloggia; nonostante tutto Schultz si sente fiducioso verso il futuro e fiero di essere tedesco. Sally va da Cliff, dicendogli di aver abortito; lo scrittore allora, furioso, la schiaffeggia. Sally decide di non partire con lui e lo lascia, con la speranza che il ragazzo, una volta terminato il libro, lo dedichi a lei. Cliff, con il cuore spezzato, parte.
Sul treno per Parigi, Cliff comincia a scrivere il proprio romanzo sulla sua vita a Berlino ("Willkommen" Reprise). Al Kit Kat Klub, il Maestro delle Cerimonie accoglie nuovamente il pubblico, ma stavolta tutto assume connotati oscuri ed inquietanti. Infine, il Maestro delle Cerimonie si congeda dal pubblico ("Auf Wiedersehen...à bientôt...") e la sua uscita di scena è accompagnata da un rullo di tamburi e un colpo di piatti.
- Nel revival di Londra del 1993, in quello di Broadway del 1998 e in quello italiano del 2024 il finale assume connotati intensamente drammatici: il musical termina con il Maestro delle Cerimonie vestito come un internato di un campo di concentramento, con cucita sulla casacca una stella gialla (che indica l'appartenenza al popolo ebraico) e una rosa (che indica l'omosessualità del personaggio).

## Personaggi
| Personaggio                                    | registro vocale          | Descrizione                                                                                  |
| Maestro delle Cerimonie (Emcee)                | Tenore                   | Il Maestro di Cerimonie del Kit Kat Club.                                                    |
| Sally Bowles                                   | Contralto                | Diciannovenne cabarettista inglese del Kit Kat Klub                                          |
| Clifford Bradshaw                              | Baritono                 | Scrittore statunitense residente a Berlino, dove cerca l'ispirazione per il prossimo romanzo |
| Fräulein Schneider                             | Contralto                | Anziana affittuaria dell'appartamento in cui vivono Sally e Cliff                            |
| Herr Schultz                                   | Tenore                   | Fruttivendolo ebreo innamorato di Fräulein Schneider                                         |
| Ernst Ludwig                                   | Baritono                 | Nazista amico di Cliff.                                                                      |
| Fräulein Kost                                  | Contralto                | Prostituta che vive nell'appartamento in affitto di Fräulein Schneider                       |
| Rudy                                           | Ruolo non cantato        | Giovane marinaio cliente di Fräulein Kost                                                    |
| Giovane nazista                                | Voce bianca              | Ragazzino che intona “Tomorrow Belongs to Me” al Kit Kat Klub                                |
| Max                                            | Ruolo non cantato        | Proprietario del Kit Kat Klub                                                                |
| Rosie, LuLu, Frenchie, Texas, Fritzie ed Helga | mezzosoprani e contralti | Ballerine del Kit Kat Klub                                                                   |
| Bobby, Victor, Hans ed Herman                  | baritoni                 | Ballerini del Kit Kat Klub                                                                   |

## Numeri musicali
Primo Atto
|    | Canzone                            | Personaggio                                                                                       |
| -- | ---------------------------------- | ------------------------------------------------------------------------------------------------- |
| 01 | “Willkommen”                       | Emcee, Sally, Rosie, LuLu, Frenchy, Texas, Fritzy, Helga, Bobby, Victor, Hans, Herman e compagnia |
| 02 | “So What?”                         | Fräulein Schneider                                                                                |
| 03 | "Telephone Song"                   | Telephone Girl e Cliff                                                                            |
| 04 | “Don't Tell Mama”                  | Sally, Rosie, LuLu, Frenchy, Texas, Fritzy ed Helga                                               |
| 05 | “Mein Herr”                        | Sally                                                                                             |
| 06 | "Telephone Dance"                  | Compagnia                                                                                         |
| 07 | “Perfectly Marvelous”              | Sally e Cliff                                                                                     |
| 08 | “Two Ladies”                       | Emcee, Bobby e LuLu                                                                               |
| 09 | “It Couldn't Please Me More”       | Fräulein Schneider e Herr Schultz                                                                 |
| 10 | “Tomorrow Belongs to Me”           | Giovane nazista                                                                                   |
| 11 | “Why Should I Wake Up?”            | Cliff                                                                                             |
| 12 | "Don't Go"                         | Cliff (rimpiazzata da "Why Should I Wake Up?" nel revival del 1998)                               |
| 13 | "Maybe This Time"                  | Sally (revival del 1998)                                                                          |
| 14 | “Sitting Pretty”                   | Emcee, Rosie, LuLu, Frenchy, Texas, Fritzy, Helga, Bobby, Victor, Hans, Herman                    |
| 15 | “The Money Song”                   | Emcee, Rosie, LuLu, Frenchy, Texas, Fritzy, Helga, Bobby, Victor, Hans, Herman (revival nel 1998) |
| 16 | “Married”                          | Fräulein Schneider, Herr Schultz e Fräulein Kost                                                  |
| 17 | “Meeskite”                         | Herr Schultz e Sally Bowles                                                                       |
| 18 | “Tomorrow Belongs to Me (Reprise)” | Fräulein Kost, Ernst Ludwig e la compagnia                                                        |

Secondo Atto
|    | Canzone                                   | Personaggi                                         |
| -- | ----------------------------------------- | -------------------------------------------------- |
| 19 | Entr'acte                                 | Emcee, Rosie, LuLu, Frenchy, Texas, Fritzy e Helga |
| 20 | “Married (Reprise)”                       | Herr Schultz e Fräulein Schneider                  |
| 21 | “If You Could See Her (The Gorilla Song)” | Emcee                                              |
| 22 | “What Would You Do?”                      | Fräulein Schneider                                 |
| 23 | “I Don't Care Much”                       | Emcee (revival del 1998)                           |
| 24 | “Cabaret”                                 | Sally                                              |
| 25 | “Finale”                                  | Compagnia                                          |

## Concept
Sandy Wilson, fresco del successo di The Boy Friend, aveva scritto tutto il libretto e parte della colonna sonora per un adattamento musicale del dramma I Am Camera quando lo propose al produttore David Black e al regista Van Druten; tuttavia, i diritti dell'opera per un adattamento musicale accordati a Black erano scaduti e passati ad Harold Prince. Prince chiese a Joe Masteroff di revisionare il libretto, e presto i due si accorsero che la musica di Wilson non si adattava né alla trama né alla situazione storica della Berlino del 1931. Così, John Kander e Fred Ebb furono invitati ad unirsi al progetto. La prima versione dello spettacolo doveva essere una tragedia con un prologo musicale in cui Berlino veniva descritta da diversi punti di vista. In seguito, i due autori distribuirono le canzoni lungo tutto lo svolgimento della trama, rendendolo un vero e proprio musical. Anche i personaggi di Isherwood cominciarono a cambiare: il protagonista era uno statunitense che insegnava inglese a Berlino, e l'antisemita padrona di casa era diventata una tollerante donna ancora innamorata del vecchio spasimante ebreo; i due studenti del protagonista vennero eliminati dalla trama. La trama era quindi divisa in due ambiti d'azione differente: la rivista in cui viene raccontata la decadenza dello squallido Kit Kat Klub come un mondo a, e il mondo reale della Berlino del 1931.
Dopo aver visto una delle ultime prove a Boston prima che la produzione si trasferisse a Broadway, Jerome Robbins suggerì che i numeri musicali all'infuori del Kit Kat Klub fossero eliminati, ma Harold Prince non accolse il suggerimento; diversamente agirà Bob Fosse per l'adattamento cinematografico del musical del 1972. Jill Haworth suggerì, invece, che Sally Bowles venisse utilizzata come personificazione del Kit Kat Klub. La messa in scena di Harold Prince fu originale per i tempi: quando il pubblico riempiva il teatro, il sipario era già alzato, mostrando un grande specchio che rifletteva la platea. Il musical non aveva un'ouverture, ma solo un rullo di tamburi e un colpo di piatti segnava l'inizio dello spettacolo. Anche la netta separazione tra parti cantate e parti recitate turbò il pubblico.

## Storia delle rappresentazioni

### Broadway
Dopo 21 anteprime, la produzione originale del musical, diretta da Harold Prince e coreografata da Ron Field, debuttò al Broadhurst Theatre nel novembre 1966, per poi essere trasferita all'Imperial Theatre ed infine al New Broadway Theatre, prima della fine delle 1165 repliche a Broadway. Il cast comprendeva: Jill Haworth (Sally), Bert Convy (Cliff), Lotte Lenya (Fräulein Schneider), Jack Gilford (Herr Schultz), Joel Grey (Maestro delle Cerimonie), Edward Winter (Ernst) e Peg Murray (Fräulein Kost). In seguito, la Haworth fu sostituita da Anita Gillette e da Melissa Hart, mentre Ken Kercheval e Larry Kent rimpiazzarono Convy nel ruolo di Cliff. Dopo la scadenza del contratto di Grey, Martin Ross ricoprì il ruolo del Maestro delle Cerimonie. John Serry Sr. e stato il solista di fisarmonica nel 1968.

### West End
La prima produzione del West End del musical debuttò al Place Theatre con Judi Dench nel ruolo di Sally, Barry Dennen in quello del Mastro delle Cerimonie, Lila Kedrova nella parte di Fräulein Schneider e Peter Sallis in quella di Herr Schultz. La produzione rimase in scena per 336 repliche.

### Revival del West End
Nel 1986 lo show fu ripreso allo Strand Theatre di Londra con Kelly Hunter (Sally), Peter Land (Cliff) e Wayne Sleep (Maestro delle cerimonie). La produzione era coreografata da Gillian Lynne.

### Revival di Broadway
Il primo revival di Broadway del musical debuttò il 22 ottobre 1987, ancora con la regia di Prince e le coreografie di Field. Il revival debuttò all'Imperial Theatre, per poi essere trasferito al Minskoff Theatre fino alla conclusione delle 261 repliche. Joel Grey interpretava nuovamente il Maestro delle Cerimonie, Alyson Reed ricopriva il ruolo di Sally, Gregg Edelman quello di Cliff, Regina Resnik ricopriva la parte di Fräulein Schneider, Werner Klemperer quella di Herr Schultz, mentre David Staller ricopriva il ruolo di Ernst Ludwig. Fu aggiunta una nuova canzone, "Don't Go", per Cliff.

### Secondo revival del West End
Nel 1993 Sam Mendes diresse un nuovo allestimento del musical al Donmar Warehouse di Londra. Il cast comprendeva: Jane Horrocks (Sally), Adam Godley (Cliff), Alan Cumming (Maestro delle Cerimonie) e Sara Kestelman (Fräulein Schneider). Cumming e la Kestelman ricevettero entrambi una nomination al Laurence Olivier Award per le loro interpretazioni, ma solo la Kestelman lo vinse. La produzione di Mendes era radicalmente differente rispetto a quella originale e agli altri revival. Il cambiamento più significativo lo si può osservare nel personaggio del Maestro delle Cerimonie. Il personaggio, così come era interpretato da Joel Grey, era una figura esuberante ma sinistra, asessuata, in frac; con Cumming, il Maestro delle Cerimonie assume una grande componente erotica e sessuale: il personaggio, pesantemente truccato, va in giro a petto nudo con i capezzoli tinti di rosso. L'intera produzione acquista una carica erotica maggiore: ad esempio Cliff dà un bacio omosessuale ad un ballerino del Kit Kat Klub e il Maestro delle Cerimonie canta “Two Ladies” con un ragazzo e una ragazza. La bisessualità di Cliff è molto più evidente. La canzone “Tomorrw Belongs to Me” non è più cantata da un coro maschile, ma è il Maestro delle Cerimonie a portare in scena un grammofono e ad ascoltare un vecchio disco rovinato della canzone, cantata da una voce bianca. Il finale assume connotati intensamente drammatici: il musical termina con il Maestro delle Cerimonie vestito come un internato di un campo di concentramento, con cucita sulla casacca una stella gialla (che indica l'appartenenza al popolo ebraico) e una rosa (che indica l'omosessualità del personaggio).
Nel 1996 Cabaret è tornato in scena a Londra come concerto, con Clare Burt (Sally), Steven Berkoff (Maestro delle Cerimonie), Alexander Hanson (Cliff), Keith Michell (Herr Schultz) e Rosemary Leach (Fräulein Schneider).

### Italia
Viene prodotta in Italia la prima versione dello spettacolo messo in scena dalla Compagnia della Rancia, con la regia di Saverio Marconi. Debutta nel giugno del 1993, con tanto di orchestra dal vivo, al festival dell'operetta di Trieste con Gennaro Cannavacciuolo e Maria Laura Baccarini. Venne poi portato in tour per l'Italia (senza orchestra ma con la registrazione delle basi) nelle stagioni 1993/1994 e 1994/1995.

### Secondo revival di Broadway
Il secondo revival di Broadway si basa su quello londinese della Donmar Warehouse. Rob Marshall collaborò alla regia e alle coreografie. Dopo 37 anteprime, il musical debuttò il 19 marzo 1998 al Henry Miller's Theatre, per poi venir trasferito allo Studio 54, dove rimase fino alla fine delle sue 2377 repliche, che lo hanno reso il terzo revival più longevo della storia di Broadway, dopo Oh, Calcutta! e Chicago. Per la produzione di Broadway, Alan Cumming riprese il ruolo del Maestro delle cerimonie. Il resto del cast era composto da: Natasha Richardson (Sally), John Benjamin Hickey (Cliff), Ron Rifkin (Herr Schultz), Michelle Pawk, Joyce Chittick, Leenya Rideout, Erin Hill, Christina Pawl, Kristen Olness, Michael O'Donnell, Bill Szobody e Fred Rose. La produzione fu nominata a dieci Tony Awards, vincendone 4 (miglior revival, miglior attrice e miglior attore protagonista e non protagonista). In questa produzione furono effettuate numerose sostituzioni notevoli: Jennifer Jason Leigh, Susan Egan, Joely Fisher, Gina Gershon, Deborah Gibson, Teri Hatcher, Melina Kanakaredes, Jane Leeves, Molly Ringwald, Brooke Shields e Lea Thompson nel ruolo di Sally; Michael C. Hall, Raúl Esparza, Neil Patrick Harris, Adam Pascal, Jon Secada, Norbert Leo Butz e John Stamos nel ruolo del Maestro delle Cerimonie; Boyd Gaines e Michael Hayden nel ruolo di Cliff; Tom Bosley, Dick Latessa, Hal Linden, Sal Mistretta, Laurence Luckinbill e Tony Roberts nel ruolo di Herr Schultz; Blair Brown, Maureen Moore, Polly Bergen, Mariette Hartley e Carole Shelley nel ruolo di Fräulein Schneider.

### Terzo revival del West End
Nel settembre 2006 una nuova produzione del musical ha aperto al Lyric Theatre di Londra con la regia di Rufus Norris. Il cast comprendeva: Anna Maxwell Martin (Sally), James Dreyfus (Maestro delle Cerimonie), Harriet Thorpe (Fräulein Kost) e Sheila Hancock (Fräulein Schneider). La Hancock ha vinto il Laurence Olivier Award alla miglior attrice non protagonista per la sua interpretazione. Tra i rimpiazzi più significativi vanno segnalati: Amy Nuttall e Kim Medcalf nel ruolo di Sally, Honor Blackman e Angela Richards nel ruolo di Fräulein Schneider, Julian Clary e Alistair McGowan nel ruolo del Maestro delle Cerimonie. Il musical ha chiuso nel 2008 e lo stesso anno è partito un tour di questa produzione con Wayne Sleep nel ruolo del Maestro delle Cerimonie e Samantha Barks e Siobhan Dillon nella parte di Sally.

### Seconda edizione italiana
Nella stagione 2006/2007 si assiste ad una nuova produzione di Cabaret della Compagnia della Rancia, con protagonisti Michelle Hunziker (Sally Bowles) e Christian Ginepro (maestro delle cerimonie). Lo spettacolo toccò soltanto le città di Assago, Teatro della Luna e di Roma, Teatro Sistina.

### Quarto revival del West End
Un nuovo revival ha aperto al Savoy Theatre del West End londinese il 3 ottobre 2012, dopo quattro settimane di tour nazionale nel Regno Unito (le cui tappe comprendevano Bromley, Southampton, Nottingham, Norwich e Salford). Will Young interpreta il Maestro delle cerimonie, mentre Michelle Ryan è Sally Bowles; il cast comprende anche Siân Phillips, Harriet Thorpe e Matt Rawle. Il cast tecnico è lo stesso del revival del 2006, che ha però prodotto una nuova regia, coreografie, costumi, luci e scenografie. Quest'produzione si concentra maggiormente sugli aspetti comici del musical, pur non dimenticando i tocchi inquietanti previsti dal libretto stesso per l'ascesa al potere dei nazisti. Le repliche sono terminate il 19 gennaio 2013.

### Terzo revival di Broadway
Nel 2014 il revival diretto da Sam Mandes è stato riproposto allo Studio 54 a Broadway. Alan Cumming ha interpretato nuovamente il maestro delle cerimonie e nel ruolo di Sally si sono succedute Michelle Williams, Emma Stone e Sienna Miller. Facevano parte del cast anche Danny Burstein e Linda Emond, entrambi candidati al Tony Award per le loro interpretazioni. Lo spettacolo continuò fino a marzo 2015, riconfermando Cumming, Stone e Miller nei rispettivi ruoli.

### Terza edizione Italiana
Saverio Marconi firma la terza edizione del musical della Compagnia della Rancia, con una lettura molto più dura ed alcuni momenti di teatro nel teatro. Giulia Ottonello interpreta Sally assieme a Giampiero Ingrassia nei panni del maestro delle cerimonie. Mentre la precedente versione del 2006 aveva portato lo spettacolo solo a Milano e a Roma, nella stagione 2015/2016 si toccheranno molte città italiane.

### Quinto revival del West End
Un nuovo allestimento del musical va in scena al Playhouse Theatre di Londra dal novembre 2021 per la regia di Rebecca Frecknall e con Eddie Redmayne nel ruolo del Maestro delle Cerimonie e Jessie Buckley in quello di Sally.

### Quarta edizione Italiana
Il quarto allestimento italiano del musical è nella stagione teatrale 2023/2024 con la regia di Luciano Cannito e Arturo Brachetti.
Il maestro delle cerimonie è Arturo Brachetti mentre Diana Del Bufalo è Sally Bowles.

## Cast e interpreti principali
| Personaggio             | Broadway, 1966 | Londra, 1968  | Broadway, 1987   | Londra, 1993      | Italia, 1993           | Broadway, 1998       | Italia, 2006      | Londra, 2021    | Italia, 2015         | Italia, 2023       | Italia, 2024/25  | Altri interpreti |
| ----------------------- | -------------- | ------------- | ---------------- | ----------------- | ---------------------- | -------------------- | ----------------- | --------------- | -------------------- | ------------------ | ---------------- | --- |
| Maestro delle Cerimonie | Joel Grey      | Barry Dennen  | Joel Grey        | Alan Cumming      | Gennaro Cannavacciuolo | Alan Cumming         | Christian Ginepro | Eddie Redmayne  | Giampiero Ingrassia  | Arturo Brachetti   | Arturo Brachetti | Norbert Leo Butz, Brent Carver, Billy Crystal, Robin de Jesús, James Dreyfus, Raúl Esparza, Fra Fee, Randy Harrison, Michael C. Hall, Neil Patrick Harris, Callum Scott Howells, Ross Martin, Brad Oscar, John Partridge, Adam Pascal, Jonathan Pryce, Jon Secada, Wayne Sleep, Brent Spiner, John Stamos, Wesley Taylor, Tommy Tune, Will Young |
| Sally Bowles            | Jill Haworth   | Judi Dench    | Alyson Reed      | Jane Horrocks     | Maria Laura Baccarini  | Natasha Richardson   | Michelle Hunziker | Jessie Buckley  | Giulia Ottonello     | Diana Del Bufalo   | Laura Galigani   | Tina Arena, Samantha Barks, D'Jamin Bartlett, Steven Berkoff, Madeline Brewer, Clare Burt, Shannon Cochran, Pia Douwes, Anita Gillette, Susan Egan, Katie Finneran, Joely Fisher, Maria Friedman, Gina Gershon, Deborah Gibson, Milena Govich, Teri Hatcher, Kelly Hunter, Melina Kanakaredes, Leslie Kritzer, Katrina Lenk, Megan Lawrence, Jane Leeves, Jennifer Jason Leigh, Amy Lennox, Anna Maxwell Martin, Andrea McArdle, Donna McKechnie, Sienna Miller, Mary Ann Mobley, Ann Morrison, Amy Nuttall, Lisa O'Hare, Louise Redknapp, Molly Ringwald, Michelle Ryan, Katherine Shindle, Brooke Shields, Alexandra Silber, Emma Stone, Lea Thompson, Leslie Uggams |
| Clifford Bradshaw       | Bert Convy     | Kevin Colson  | Gregg Edelman    | Adam Godley       | Giorgio Carosi         | John Benjamin Hickey | Michele Radice    | Omari Douglas   | Mauro Simone         | Cristian Catto     | Luca Pozzar      | Boyd Gaines, Tyler Hanes, Ken Kercheval, Larry Kert, Michael Hayden, Matt Rawle |
| Fräulein Schneider      | Lotte Lenya    | Lila Kedrova  | Regina Resnik    | Sara Kestelman    | Michela D'Alessio      | Mary Louise Wilson   | Silvana De Santis | Liza Sadovy     | Altea Russo          | Christine Grimandi | Simonetta Cartia | Polly Bergen, Honor Blackman, Blair Brown, Shannon Cochran, Judi Connelli, Judi Dench, Anita Gillette, Taina Elg, Linda Emond, Joy Franz, Anita Harris, Mariette Hartley, Signe Hasso, Rosemary Leach, Marcia Lewis, Merle Louise, Maureen Moore, Peg Murray, Siân Phillips, Witta Pohl, Rondi Reed, Hollis Resnik, Angela Richards, Carole Shelley, Lilia Skala, Dorothy Stanley, Jane Summerhays, Geraldine Turner, Erica Yohn |
| Herr Shultz             | Jack Gilford   | Peter Sallis  | Werner Klemperer | George Raistrick  | Carlo Reali            | Ron Rifkin           | Gianluca Ferrato  | Elliot Levey    | Michele Renzullo     | Fabio Bussotti     | Tony Mazzara     | Tom Bosley, Fred Ebb, Dick Latessa, Hal Linden, Keith Michell, Sal Mistretta, Tony Roberts |
| Ernst Ludwig            | Edward Winter  | Richard Owens | David Staller    | Michael Gardiner  | Saverio Marconi        | Denis O'Hare         | Emiliano Geppetti | Stewart Clarke  | Alessandro Di Giulio | Niccolò Minonzio   | Niccolò Minonzio | Martin Moran, Michael Stuhlbarg |
| Fräulein Kost           | Peg Murray     | Pamela Strong | Nora Mae Lyng    | Charlotte Medcalf | Gabriela Eleonori      | Michele Pawk         | Silvia Di Stefano | Anna Jane Casey | Valentina Gullace    | Giulia Ercolessi   | Giulia Ercolessi | Victoria Clark, Dorothy Stanley |

## Incisioni discografiche
La prima incisione discografica del musical fu quella con il cast originale di Broadway del 1966, ma non tutta la colonna sonora fu registrata (ad esempio "Sitting Pretty"/"The Money Song) e altre canzoni furono eseguite con un ritmo più veloce ("Telephone Song"). Come bonus, furono inserite alcune canzoni eseguite solo con piano e voce dagli stessi Kander ed Ebb.
L'incisione discografica della colonna sonora del film del 1972 con Liza Minnelli è sicuramente la più nota, per quanto sei canzoni fossero state eliminate rispetto alla partitura originale.
Esistono incisioni discografiche anche del cast originale di Londra del 1968 e del 1986, oltre a quella del revival di Broadway del 1998.
Nel 1999 fu realizzata l'unica incisione discografica quasi interamente completa, con anche le canzoni scritte per il film e per altre produzioni del musical, oltre agli interludi musicali non presenti nelle altre versioni. Il cast di questa incisione comprendeva: Jonathan Pryce (Maestro delle Cerimonie), Maria Friedman (Sally), Gregg Edelman (Cliff), Judi Dench (Fräulein Schneider) e Fred Ebb (Herr Schultz).
Un'incisione più recente risale al 2007, con il cast londinese del musical al Lyceum Theatre, con James Dreyfus (Emcee), Anna Maxwell Martin (Sally Bowles) e Sheila Hancock.
Esistono anche incisioni discografiche con i cast delle produzioni francesi, spagnole, italiane, israeliane, austriache, danesi e tedesche.

## Riconoscimenti

### Broadway
| Anno | Premio     | Categoria                        | Nominato               | Risultato       |
| ---- | ---------- | -------------------------------- | ---------------------- | --------------- |
| 1967 | Tony Award | Miglior musical                  | Miglior musical        | Vincitore/trice |
| 1967 | Tony Award | Miglior colonna sonora           | John Kander e Fred Ebb | Vincitore/trice |
| 1967 | Tony Award | Miglior attore protagonista      | Jack Gilford           | Candidato/a     |
| 1967 | Tony Award | Miglior attrice protagonista     | Lotte Lenya            | Candidato/a     |
| 1967 | Tony Award | Miglior attore non protagonista  | Joel Grey              | Vincitore/trice |
| 1967 | Tony Award | Miglior attore non protagonista  | Edward Winter          | Candidato/a     |
| 1967 | Tony Award | Miglior attrice non protagonista | Peg Murray             | Vincitore/trice |
| 1967 | Tony Award | Miglior regia di un musical      | Harold Prince          | Vincitore/trice |
| 1967 | Tony Award | Miglior coreografia              | Ron Field              | Vincitore/trice |
| 1967 | Tony Award | Migliori scenografie             | Boris Aronson          | Vincitore/trice |
| 1967 | Tony Award | Migliori costumi                 | Patricia Zipprodt      | Vincitore/trice |

### Revival di Broadway
| Anno | Premio           | Categoria                        | Nominato                      | Risultato   |
| ---- | ---------------- | -------------------------------- | ----------------------------- | ----------- |
| 1987 | Tony Award       | Miglior revival di un musical    | Miglior revival di un musical | Candidato/a |
| 1987 | Tony Award       | Miglior attore non protagonista  | Werner Klemperer              | Candidato/a |
| 1987 | Tony Award       | Miglior attrice non protagonista | Alyson Reed                   | Candidato/a |
| 1987 | Tony Award       | Miglior attrice non protagonista | Regina Resnik                 | Candidato/a |
| 1987 | Drama Desk Award | Miglior musical                  | Miglior musical               | Candidato/a |
| 1987 | Drama Desk Award | Miglior attore in un musical     | Joel Grey                     | Candidato/a |
| 1987 | Drama Desk Award | Miglior regia di un musical      | Harold Prince                 | Candidato/a |

### Revival del West End
| Anno | Premio                 | Categoria                        | Nominato        | Risultato       |
| ---- | ---------------------- | -------------------------------- | --------------- | --------------- |
| 1994 | Laurence Olivier Award | Miglior musical                  | Miglior musical | Candidato/a     |
| 1994 | Laurence Olivier Award | Miglior attore                   | Alan Cumming    | Candidato/a     |
| 1994 | Laurence Olivier Award | Miglior attrice non protagonista | Sara Kestelman  | Vincitore/trice |
| 1994 | Laurence Olivier Award | Miglior regia                    | Sam Mendes      | Candidato/a     |

### Secondo revival di Broadway
| Anno | Premio           | Categoria                        | Nominato                           | Risultato       |
| ---- | ---------------- | -------------------------------- | ---------------------------------- | --------------- |
| 1998 | Tony Award       | Miglior revival di un musical    | Miglior revival di un musical      | Vincitore/trice |
| 1998 | Tony Award       | Miglior attore protagonista      | Alan Cumming                       | Vincitore/trice |
| 1998 | Tony Award       | Miglior attrice                  | Natasha Richardson                 | Vincitore/trice |
| 1998 | Tony Award       | Miglior attore non protagonista  | Ron Rifkin                         | Vincitore/trice |
| 1998 | Tony Award       | Miglior attrice non protagonista | Mary Louise Wilson                 | Candidato/a     |
| 1998 | Tony Award       | Miglior regia                    | Sam Mendes e Rob Marshall          | Candidato/a     |
| 1998 | Tony Award       | Migliori coreografie             | Rob Marshall                       | Candidato/a     |
| 1998 | Tony Award       | Migliori orchestrazioni          | Michael Gibson                     | Candidato/a     |
| 1998 | Tony Award       | Migliori costumi                 | William Ivey Long                  | Candidato/a     |
| 1998 | Tony Award       | Migliori luci                    | Peggy Eisenhauer e Mike Baldassari | Candidato/a     |
| 1998 | Drama Desk Award | Miglior revival                  | Miglior revival                    | Vincitore/trice |
| 1998 | Drama Desk Award | Miglior attore in un musical     | Alan Cumming                       | Vincitore/trice |
| 1998 | Drama Desk Award | Miglior attrice in un musical    | Natasha Richardson                 | Vincitore/trice |
| 1998 | Drama Desk Award | Miglior attrice non protagonista | Michele Pawk                       | Candidato/a     |
| 1998 | Drama Desk Award | Miglior regia                    | Sam Mendes e Rob Marshall          | Candidato/a     |
| 1998 | Drama Desk Award | Migliori coreografie             | Rob Marshall                       | Candidato/a     |
| 1998 | Drama Desk Award | Migliori orchestrazioni          | Michael Gibson                     | Candidato/a     |
| 1998 | Drama Desk Award | Migliori scenografie             | Robert Brill                       | Candidato/a     |
| 1998 | Drama Desk Award | Migliori costumi                 | William Ivey Long                  | Candidato/a     |
| 1998 | Drama Desk Award | Migliori luci                    | Peggy Eisenhauer e Mike Baldassari | Candidato/a     |

### Terzo revival del West End
| Year | Award                  | Category                         | Nominee          | Result          |
| ---- | ---------------------- | -------------------------------- | ---------------- | --------------- |
| 2007 | Laurence Olivier Award | Miglior revival                  | Miglior revival  | Candidato/a     |
| 2007 | Laurence Olivier Award | Miglior attrice non protagonista | Sheila Hancock   | Vincitore/trice |
| 2007 | Laurence Olivier Award | Migliori coreografie             | Javier de Frutos | Vincitore/trice |

### Quarto revival del West End
| Anno | Premio                 | Categoria                                      | Nominato        | Risultato   |
| ---- | ---------------------- | ---------------------------------------------- | --------------- | ----------- |
| 2013 | Laurence Olivier Award | Miglior Revival                                | Miglior Revival | Candidato/a |
| 2013 | Laurence Olivier Award | Miglior attore in un musical                   | Will Young      | Candidato/a |
| 2013 | Laurence Olivier Award | Miglior attrice non protagonista in un musical | Siân Phillips   | Candidato/a |

### Terzo revival di Broadway
| 2014 | Tony Award |                                                |                |             |
| 2014 | Tony Award | Miglior attore non protagonista in un musical  | Danny Burstein | Candidato/a |
| 2014 | Tony Award | Miglior attrice non protagonista in un musical | Linda Emond    | Candidato/a |

### Quinto revival del West End
| Anno | Premio                 | Categoria                                      | Nominato          | Risultato       |
| ---- | ---------------------- | ---------------------------------------------- | ----------------- | --------------- |
| 2022 | Laurence Olivier Award | Miglior Revival                                | Miglior Revival   | Vincitore/trice |
| 2022 | Laurence Olivier Award | Miglior attore in un musical                   | Eddie Redmayne    | Vincitore/trice |
| 2022 | Laurence Olivier Award | Miglior attrice in un musical                  | Jessie Buckley    | Vincitore/trice |
| 2022 | Laurence Olivier Award | Miglior attore non protagonista in un musical  | Elliot Levey      | Vincitore/trice |
| 2022 | Laurence Olivier Award | Miglior attrice non protagonista in un musical | Liza Sadovy       | Vincitore/trice |
| 2022 | Laurence Olivier Award | Miglior regia                                  | Rebecca Frecknall | Vincitore/trice |
| 2022 | Laurence Olivier Award | Migliori costumi                               | Tom Scutt         | Candidato/a     |
| 2022 | Laurence Olivier Award | Miglior scenografia                            | Tom Scutt         | Candidato/a     |
| 2022 | Laurence Olivier Award | Miglior sound design                           | Nick Lidster      | Vincitore/trice |
| 2022 | Laurence Olivier Award | Migliori coreografie                           | Julia Cheng       | Candidato/a     |
| 2022 | Laurence Olivier Award | Miglior disegno luci                           | Isabella Byrd     | Candidato/a     |